# Harry Persson (boxare)

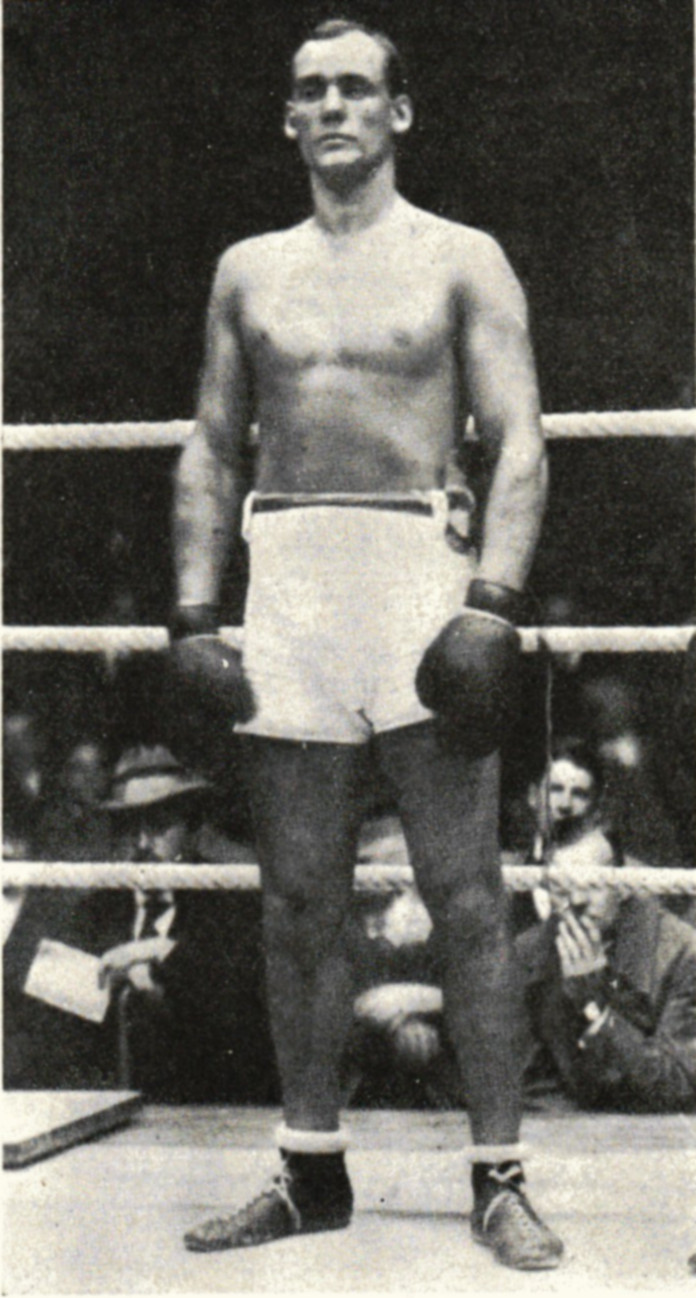
Harry Persson i ringen 1926.

Harry Persson, känd som H.P., född 24 september 1898 i Stockholm, död 1 oktober 1979 i Solna församling, var en svensk tungviktsboxare, skandinavisk mästare och europamästare i professionell boxning. Harry Persson var tillsammans med Arne Borg en av 1920-talets största svenska idrottsstjärnor.

## Biografi
År 1914 tog Persson värvning vid Västmanlands regemente och arbetare därefter som stensättare, där han lade grunden till sin stora slagstyrka som blev hans signum i boxningsringen. År 1921 anslöt han sig till klubben Solna BK som amatörboxare. Harry Perssons debutmatch gick mot den kommande OS-silvermedaljören Sören Petersen. Även om han förlorade matchen mot dansken gjorde han en imponerande första match. År 1922 missade han SM-vinsten på grund av en handskada
 och samma år valde han att bli professionell genom en uppvisningsmatch arrangerad av Bro IK i Upplands-Bro, varför han aldrig fick någon amatörtitel. Uppvisningsmatchen gav honom åttio kronor.
1922 övergick Persson till det professionella lägret och han började boxas professionellt i Stockholm i det slutna sällskapet Allmänna boxningssällskapet (ABS). Det hade skapats av hans manager och promotor Hjalmar "Hjalle Palton" Palmqvist efter att ett polisförbud mot professionell boxning hade utfärdats 1921.
1926 var det år han stod på topp. När Harry Persson den 14 juni 1926 i London knockade engelsmannen Phil Scott i elfte ronden blev han europamästare i tungviktsboxning inom organisationen EBU.  Efter det räknades Persson som en möjlig utmanare till Jack Dempsey om världsmästartiteln.
Under sin USA-turné 1926 gick Persson sex matcher, bland annat en förmatch i Philadelphia 23 september 1926 där Gene Tunney överraskande poängbesegrade Jack Dempsey. Persson mötte i samma gala Sgt Jack Adams som han knockade i fjärde ronden. I matchen mot Bud Gorman den 1 november 1926 i New York, förlorade Persson på en tveksam diskvalifikation på grund av för låga slag. Returmatchen i Sverige året därpå vann han i femte ronden. Klipp ur matchen, matchförberedelser med mera, blev en film som gick upp på bio under namnet Harry Persson - Bud Gorman. 
Ytterligare två förlustmatcher i USA ledde till att han återvände desillusionerad till Sverige. Efter att 23 augusti 1931 ha förlorat på teknisk knockout redan i första ronden mot norrmannen Otto von Porat var Perssons karriär i slutfasen, och han gick därefter endast tre matcher till som mer var av uppvisningskaraktär. 
Den store, kraftige och tystlåtne Persson med tatueringar på både armar och bröst var mycket populär i Sverige. Efter boxningskarriären arbetade Persson bland annat som ordningsvakt på det då populära nöjespalatset Nalen.
Harry Persson var bror till Erik "Lillis" Persson, svensk landslagsman i bandy, ishockey och fotboll.
Persson är begravd på Norra begravningsplatsen i Stockholm.
År 2001 sattes en konsertopera upp, som skulle spegla Perssons liv: "HP - folklig opera om ett boxaröde" med musik av Lars-Åke Franke-Blom.

## Filmografi
- 1958 - Jazzgossen, klipp ur matchen mot Bud Gorman
- 1932 – I gult och blått, som sig själv samt statistroll
- 1935 - Grabbarna i 57:an, spelfilm, mindre roll
- 1927 – Harry Persson - Bud Gorman, matchfilm inkl. förberedelse för match
- 1925 – För hemmet och flickan, i den manliga huvudrollen
- 1923 – Gamla gatans karneval, spelfilm, liten roll som boxare